# 木村はるか
木村 はるか（きむら はるか、1981年3月22日 - ）は、日本の女性声優、舞台女優、劇作家、脚本家。神奈川県出身。声優としてはヘリンボーン所属。
舞台脚本・演出家（劇作家）および脚本家としてのペンネームは森 悠。

## 経歴・人物
プロ・フィット声優養成所第1期生。以前はプロ・フィットに所属していた。2012年6月のブログ上で声優業10周年と明かした。
声優業の傍ら、脚本家として、森悠名義を用いて、劇団「クロジ」（乙女企画クロジ☆）の戯曲を執筆し、TVアニメ『断裁分離のクライムエッジ』『放課後のプレアデス』のシナリオにも参加している。
趣味は読書とハンドメイド、得意なスポーツは水泳、特技はピアノの弾き語りと物真似。
2014年12月5日に同事務所に所属する俳優の齋藤陽介と入籍したことが齋藤のブログで発表された。現在は離婚している。

## 出演
太字はメインキャラクター。

### テレビアニメ
2004年
- 忘却の旋律（美少女A）
- 巌窟王（人々）
- 月詠 -MOON PHASE-（カラス、猿、ハムスター、看護師、秘書）

2005年
- GIRLSブラボー second season（女性客B）
- バジリスク 〜甲賀忍法帖〜（お胡夷、弦之介〈少年時代〉）
- SPEED GRAPHER（フィリピーナ）
- ふしぎ星の☆ふたご姫（女性）
- 地獄少女（2005年 - 2006年、村の子供、津田朋子） - 2シリーズ

2006年
- 吉宗（みみ、奥女中、ウェイトレス、まち 他）
- N・H・Kにようこそ!（スポーツ少女 、峰岸まこと、佐藤達広の幼少期、留守電）
- シュヴァリエ 〜Le Chevalier D'Eon〜（侍女B）
- 少年陰陽師（国成）
- 銀河鉄道物語 〜永遠への分岐点〜（コーリー、オペレーター 他）
- RED GARDEN（アマンダ）
- Kanon（第2作）（生徒会役員）

2007年
- ひだまりスケッチ（魔法使いの役）
- がくえんゆーとぴあ まなびストレート!（田尾真紀）
- ロミオ×ジュリエット（婦人）
- CODE-E（松永）
- シグルイ（百姓の娘、さと）

2008年
- ヤッターマン（第2作）（ギャル、女子高生、女性客）
- ARIA The ORIGINATION（姫屋ウンディーネB）
- シゴフミ（女子生徒）
- のらみみ（デカメロン）
- PERSONA -trinity soul-
- 紅（闇絵）
- 秘密 〜The Revelation〜（桜庭亜美）
- スレイヤーズ シリーズ（2008年 - 2009年、オゼル） - 2シリーズ
- まかでみ・WAっしょい!（可愛、生徒C）
- 魍魎の匣（柿崎芳美）
- 今日の5の2（男子児童A、男子児童、TV音声、3年女子、保健の先生）
- スキップ・ビート!（永子、幼い尚）

2009年
- びっくりマジック・ファミリー（シンディ）
- WHITE ALBUM（桜団2 / 洞院沙莉衣、冬弥〈子供時代〉）
- リストランテ・パラディーゾ（フランチェスコ、婦人）
- アラド戦記〜スラップアップパーティー〜（男の子B）
- 戦う司書 The Book of Bantorra（ヴォルケン〈少年〉、司書B）

2010年
- はなまる幼稚園（土田少年）
- それでも町は廻っている（牧田隼人、新体操部員、海の家のおばちゃん）

2011年
- バカとテストと召喚獣にっ!（6年生男子A）

2012年
- 獣旋バトル モンスーノ（2012年 - 2013年、少女、コンピュータ、占い師、アナウンサー、ウェイトレス 他）
- 戦国コレクション（柳生石舟斎）
- DOG DAYS'（ウェイトレス、女性、アナウンス）
- パブー&モジーズ（レオ・ライオン）

2013年
- 革命機ヴァルヴレイヴ（山元リリイ）
- ダンボール戦機WARS（シャーロット・レイン）
- 八犬伝―東方八犬異聞―（千歳）
- ミス・モノクローム -The Animation-（子供、女）

2015年
- 放課後のプレアデス（ななこの母）

2018年
- 夢王国と眠れる100人の王子様（主人公）

2022年
- フットサルボーイズ!!!!!（大和晴〈幼少期〉）
- 連盟空軍航空魔法音楽隊ルミナスウィッチーズ（サーニャの母）

### OVA
- 今日の5の2 放課後（2009年、男子児童A、保健の先生）
- 紅（2010年、闇絵）
- スーパーストリートファイターIV（2010年、ユーニ）※Xbox 360版限定特典アニメ

### Webアニメ
- 武装中学生（2012年、子供A）

### ゲーム
- アルカナハート2（春日鼓音、田主丸巡査）
- S.Y.K シリーズ（観音菩薩）
  - S.Y.K 〜新説西遊記〜
  - S.Y.K 〜蓮咲伝〜
  - S.Y.K 〜新説西遊記〜 Portable
  - S.Y.K 〜蓮咲伝〜 Portable
- 剣と魔法と学園モノ。（ヒューマン・女）
- 涼宮ハルヒの激動（アナウンサー）
- ダンボール戦機ウォーズ（シャーロット・レイン）
- 牧場物語 やすらぎの樹（アカリ）
- 召しませ浪漫茶房（円郷さくら）

### ドラマCD
- うわさの二人（青山誠一〈子供時代〉）
- 今日の5の2 ドラマCD 第1・2巻（男子生徒）
- 紅（闇絵）
- GP学園生徒会執行部シリーズ（司堂叡智〈子供時代〉）
- どみなのド!（鵜羽桜）
- Hybrid Child（瀬谷壱〈子供時代〉）
- Drama CD 薔薇嬢のキス〜rose1〜（アニス友人）
  - Drama CD 薔薇嬢のキス〜rose2〜（ヒロ）
- Drama CD Real Rode 〜Noble Black Disc〜（メイド）

### ラジオドラマ
- VOMIC
  - 紅 kure-nai（闇絵）

### 吹き替え
- オーストラリア
- キートンドリーム（キートン[10]）
- 君への誓い
- コールドケース4 #8

### テレビドラマ
- 世にも奇妙な物語'13 春の特別編「呪web」（2013年、ワラニン・声）
- すべてがFになる（2014年、デボラ・声）
- いだてん〜東京オリムピック噺〜（2019年）
- 最愛（2021年11月12日、TBS） - 長嶋 役

### 舞台
- クロジ
  - アニメ大国ニッポン
  - 桜屋敷の産姫
  - きんとと
  - 僕の愛した冒険（坂井）
  - かみさまのおかお
  - ヒルコ
  - 華の棺
  - パビリオンの星空
- SARAVAH東京が贈る軽演劇 短編オムニバスの会
  - SHORT X SHOTO vol.1 嗚呼、わが町のファミリーレストラン「男が一人と女が一人」作・役者参加
- スプリングマン
  - 九十九想太の生活[11]
- あひるなんちゃら
  - 飲める醤油[12]
  - 電磁装甲兵ルルルルルルル '25

## 脚本・演出

### テレビアニメ
- 断裁分離のクライムエッジ（2013年）
- 放課後のプレアデス（2015年）
- 連盟空軍航空魔法音楽隊ルミナスウィッチーズ（2022年）

### 劇場アニメ
- 復興応援 政宗ダテニクル 合体版＋ （2021年）

### 舞台
- アニメ大国ニッポン（2007年）
- 桜屋敷の三姫（2008年）
- きんとと（2009年）
- エンガワノクラゲ（2010年）
- 異説 金瓶梅（2012年）
- かみさまのおかお（2012年）
- ヒルコ（2013年）
- 華の棺（2014年）
- パビリオンの星空（2015年）